# Pseudoacrographinotus simplex
Pseudoacrographinotus simplex is een hooiwagen uit de familie Gonyleptidae.